# Cresolo

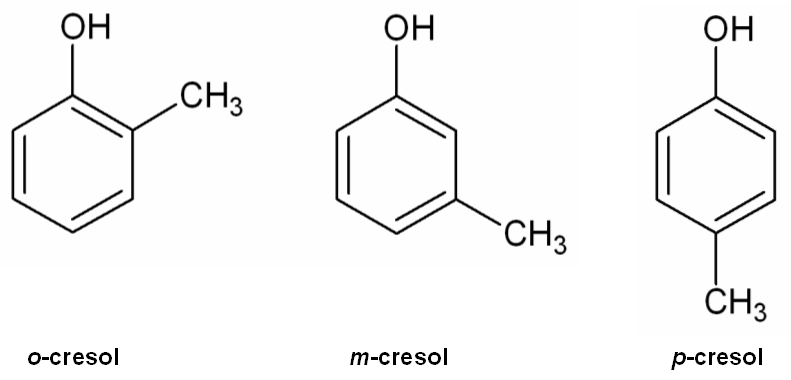
Strutture

I cresoli sono i tre isomeri del metilfenolo che si differenziano per la posizione reciproca dei sostituenti ossidrile e metile sull'anello benzenico; sono anche detti idrossitolueni. La loro formula molecolare è C7H8O.
| nome comune               | o-cresolo        | m-cresolo        | p-cresolo        |
| ------------------------- | ---------------- | ---------------- | ---------------- |
| nome IUPAC                | 2-metilfenolo    | 3-metilfenolo    | 4-metilfenolo    |
| altro nome                | 2-idrossitoluene | 3-idrossitoluene | 4-idrossitoluene |
| densità (g/mL)            | 1,05             | 1,03             | 1,02             |
| punto di fusione (°C)     | 29,8             | 11,8             | 35,5             |
| punto di ebollizione (°C) | 191,0            | 202,0            | 201,9            |
| forza acida (pKa)         | 10,287           | 10,09            | 10,26            |
| momento di dipolo (D)     | 1,35             | 1,61             | 1,58             |

Avendo tutte e tre le forme isomere una temperatura di fusione prossima alla temperatura ambiente, si possono presentare sia sotto forma di solidi che sotto forma di liquidi: l'orto-cresolo appare sotto forma di cristalli di color giallo-marrone, il meta-cresolo si presenta come liquido denso e viscoso, mentre il para-cresolo è un solido dall'aspetto untuoso. La miscela dei tre isomeri viene talvolta chiamata tricresolo.

## Produzione
Circa la metà della produzione mondiale di cresoli avviene dall'estrazione dal catrame di carbone, il resto è invece prodotto sinteticamente per idrolisi del clorotoluene.